# Ga Gubanpo
Ga Gubanpo (Tiếng Hàn: 구반포역, Hanja: 舊盤浦驛) là ga tàu điện ngầm trên Tàu điện ngầm Seoul tuyến 9, nằm ở Banpo-dong, Seocho-gu, Seoul.

## Lịch sử
- 18 tháng 9 năm 2008: Tên ga tàu điện ngầm Seoul tuyến 9 được quyết định là Ga Gubanpo.[1]
- 24 tháng 7 năm 2009: Bắt đầu hoạt động với việc khai trương đoạn Gaehwa ~ Sinnonhyeon của Tàu điện ngầm Seoul tuyến 9.

## Bố trí ga
| Dongjak ↑  |
| \| W/B     |
| ↓ Sinbanpo |

| Hướng Tây  | ● Tuyến 9 | Địa phương | ← Hướng đi Dongjak · Noryangjin · Sân bay Quốc tế Gimpo · Gaehwa                                    |
| Hướng Đông | ● Tuyến 9 | Địa phương | → Hướng đi Sinnonhyeon · Seonjeongneung · Liên hợp thể thao · Bệnh viện cựu chiến binh Trung ương → |

## Xung quanh nhà ga
| Lối ra \| 나가는 곳 \| Exit \| 出口 | Lối ra \| 나가는 곳 \| Exit \| 出口 |
| ----------------------------------- | --- |
| 1                                   | Công viên Banpo Hangang |
| 2                                   | Trung tâm cộng đồng Banpo Bon-dong |
| 3                                   | Trường trung học cơ sở Banpo Trường tiểu học Seoul Banpo Trường trung học Sehwa Trung tâm thể thao Seocho-gu Trung tâm văn hóa Simsan Trạm cứu hỏa Seocho |

## Liên quan đến tên ga
Tên ga ban đầu được Chính quyền thành phố Seoul dự định là 'Seorigae', có nghĩa là 'dòng suối chảy quanh co'. Tuy nhiên, thông qua một chiến dịch kiến nghị, khoảng 6.700 cư dân trong khu vực nhà ga đã tuyên bố rằng cái tên Seorigae chưa bao giờ được sử dụng ở khu vực Gubanpo và nó có thể bị nhầm lẫn với 'Làng Seorae' gần đó, và cho rằng 'Seori' là một hành động nhằm ăn trộm cây trồng trên ruộng của người khác, và vì từ 'Seorigae' kết thúc bằng '-gae' nên có thể coi đó là một từ chửi thề liên quan đến chó và mang hàm ý tiêu cực, nên tên ga là 'Ga Gubanpo' hoặc 'Ga Banpo Bon-dong', và Tàu điện ngầm Seoul tuyến 9 đã chấp nhận sau khi thảo luận và xác nhận tên ga là 'Gubanpo' . Nó được nhiều người gọi là "Gubanpo" để phân biệt với khu chung cư Banpo 2-dong (Sinbanpo) được xây dựng ở khu vực bên cạnh.
Những người ủng hộ cái tên Ga Seorigae chỉ ra rằng cái tên Banpo có thể gây nhầm lẫn vì nó bao gồm ba ga: Ga Banpo trên Tuyến 7, Ga Gubanpo và Ga Sinbanpo (Tuyến 9).